# Sebastian Niedner
Sebastian Niedner (* 23. Dezember 1993) ist ein deutscher Einradfahrer.
Seine größten Erfolge hatte er an der Unicon 2008 in Kopenhagen und Unicon 2010 in Wellington Neuseeland, der Einradweltmeisterschaft, dort wurde er jeweils in der offenen Wertung Männer Weltmeister im Einrad Langsam Rückwärtsfahren. In Dänemark 2008 holte er in seiner Altersklasse 3 × Gold (Individual Freestyle, Downhill Gliding und Langsam Rückwärts), 1 × Silber (50 m 1 ft Einbein Einradrennen) und 3 × Bronze (Standard Skill, Track Coasting und 30 m Walk the Wheel). Auf der Weltmeisterschaft in Neuseeland holte er noch zusätzlich einen 3. Platz in der Offenen Klasse Einrad Downhill Gliding. In seiner Altersklasse holte er zusätzlich in Neuseeland 2 × Gold (Langsam Rückwärts und Downhill Gliding) und 4 × Bronze (100 m, 50 m One Foot, Standard Skill und Einrad Downhill). In der Disziplin „Langsam Rückwärts“ fuhr er sogar den Weltrekord. Auf Grund des Weltmeistertitels und des Weltrekordes hatte er 2008 und 2009 Auftritte im Radio und Fernsehen, unter anderem bei Stefan Raab auf Pro7.
Niedner lebt in München.

## Bestzeiten/Rekorde
| Disziplin                             | Zeit               |
| ------------------------------------- | ------------------ |
| 100 m                                 | 00:14:31           |
| 400 m                                 | 01:02:75           |
| 800 m                                 | 02:13:21           |
| 50 m Einbein Einradrennen (1 ft 50 m) | 00:08:08           |
| 30 m Radlauf (ww 30 m Wheel Walk)     | 00:09:54           |
| Obstacle                              | 00:21:90           |
| Langsam Rückwärts (Slow bwd 10 m)     | 1:12:75 Weltrekord |
| Track Coasting                        | 85 m               |
| Track Gliding                         | 51,50 m            |
| Standardskill 08                      | 68,75 Punkte       |